# استالین در مقابل مریخی‌ها
استالین در مقابل مریخی‌ها یک بازی ویدئویی استراتژی هم‌زمان نقیضه است که توسط بلک وینگ فاندیشن، دریملور و ان-گیم ساخته و در ۲۹ آوریل ۲۰۰۹ منتشر شده‌است. این بازی که توسط سازندگانش به عنوان «حروف و بی ارزش» توصیف شده‌است؛ بازی‌های استراتژی جنگ جهانی دوم را به سخره می‌گیرد و از طنز مانتی پایتان بهره می‌برد. توسعه‌دهندگان این بازی گفته‌اند که استالین در مقابل مریخی‌ها «بدیهی است که یک تقلید مسخره آمیز است که گاهی به یک طنز نزدیک می‌شود» و «در نیمه راه تبدیل شدن به نماد زباله صنعت بازی برای سال‌ها است». در برخی از مصاحبه‌ها طرح اصلی بازی استالین در مقابل مریخی‌ها را به فیلم‌های تروما تشبیه می‌کنند.
این بازی در ژوئیه ۲۰۰۹ به دلایل نامعلومی برای خرید از دسترس خارج شد. وبگاه رسمی بازی ادعا کرد که نسخه ارتقا یافته استالین در مقابل مریخی‌ها به‌زودی منتشر خواهد شد. با این وجود، بازی دیگر هرگز در دسترس قرار نگرفت؛ نه نسخه اصلی و نه نسخه ارتقا یافته آن.
این بازی از نسخه به روز شده موتور موتور انیگما با نام بلیتزکریگ ۲ استفاده می‌کند.

## بازتاب‌ها
استالین در مقابل مریخی‌ها نقدهای منفی زیادی از منتقدان دریافت کرد. این بازی میانگین امتیاز ۲۳٫۴۱٪ در گیم‌رنکینگز و همچنین ۲۵٪ در متاکریتیک را دارد. گیم‌اسپات به این بازی امتیاز ۱٫۵/۱۰ داد و آن را «شاید بدترین بازی استراتژی هم‌زمان تاکنون» نامید. این سایت همچنین آن را بدترین بازی مسطح در سال ۲۰۰۹ دانست. آی‌جی‌ان که به بازی امتیاز ۲/۱۰ داد؛ به فقدان کامل بازی از عناصر مرتبط با بازی‌های استراتژی هم‌زمان اشاره کرد و پرسید که آیا این بازی با توجه به قدمت ظاهری بصری، «در سال ۱۹۹۴ ساخته شده و تا سال ۲۰۰۹ در یک خزانه مهر و موم شده‌است یا خیر». رزولوشن با اعطای امتیاز ۳۵٪ به بازی، به خوانندگان هشدار داد که بازی را نخرند؛ اما پذیرفت که این بازی گاهی «به شدت سرگرم کننده» است. راک، پیپر، شات‌گان بازی را «آشغال» نامید؛ اما اذعان داشت: «مطمئناً ارزش تصادف ماشین وجود دارد، به خصوص اگر تصمیم بگیرید که دقیقاً چه مقدار از بازی طنز است، گره‌های نظری داشته باشید.» اسکیپیست نسبت به بازی بازخورد مثبت‌تری داشت؛ به ویژه در مورد کلیشه‌های شوروی بازی و ارائه آن به‌عنوان یک بازی خنده دار و در عین حال پوچ. برنامه روسی MTV Virtuality و پورتال اسپین‌آف آن گیمز تی‌وی بسیار از بازی و طنز آن استقبال کردند.